# Haringvlietdam
Pour les articles homonymes, voir Haringvliet.
| \| Localisation du Plan Delta dans le Monde \| Algerakering Anvers Bathse spuisluis Belgique Brouwersdam Canal de l'Escaut au Rhin Eau douce Eau de mer Escaut occidental Escaut oriental Grevelingendam Haringvliet Haringvlietdam Hartelkering Hellegatsdam Maeslantkering Markiezaatskade Mer du Nord Oesterdam Oosterscheldekering Pays-Bas Philipsdam Pont du Haringvliet Pont de Zélande Rotterdam Tunnel de l'Escaut occidental Veerse Gatdam Volkerakdam Zandkreekdam |
| Localisation du Plan Delta dans le Monde |

Le barrage de Haringvliet (en néerlandais : de Haringvlietdam) est la sixième construction des travaux du Plan Delta. Le barrage  ferme le bras de mer de Haringvliet il est situé entre Voorne-Putten au nord et Goeree-Overflakkee au sud.

## Conception
Le Rhin et la Meuse se jettent dans le Haringvliet; au lieu de construire un barrage, un système d'ouverture et de fermeture en fonction des besoins a été conçu. Le barrage a deux fonctions, préserver que l'eau de la mer du Nord ne pénètre trop dans l'estuaire et provoque des inondations; et drainer les eaux de la Meuse et du Rhin.
Lorsque le niveau des eaux est trop haut à Rotterdam, les vannes s'ouvrent.

## Caractéristiques
Sur une longueur d'environ 1 km, dix-sept écluses, d'une ouverture de 56,5 mètres de large régulent l'entrée et la sortie des eaux. De l'eau salée en provenance de la mer du Nord peut pénétrer dans le Haringvliet ce qui l’empêche de geler et le draine. A contrario l'eau du fleuve peut avoir un débit allant jusqu'à 25 000 m3 d'eau par seconde, ou, chaque année, environ 30 milliards de mètres cubes, ce qui représente un débit moyen par écluse d'environ 950 m3/s. Si le débit d'eau du Rhin, à l'entrée aux Pays-Bas (au niveau de Lobith) est inférieur à 1 100 m3/s, les écluses sont fermées, l'eau se dirige alors vers le Dordtsche Kil et le Nieuwe Waterweg.
Le barrage sur sa totalité, fait 5 kilomètres de long pour 56 mètres de large. L'autoroute à quatre voies N 57, allant de la Zélande à la Hollande-Méridionale l'emprunte.
Une écluse permet la navigation. Des ouvertures sont prévues pour les poissons, même en cas de fermeture des vannes.

## Construction
Les travaux de construction du barrage ont débuté en novembre 1958. Un total de 21 800 pilotis ont été plantés. À la fin de cette phase en 1961, on procéda à la construction des écluses d'évacuation. Ce n'est que lorsque celles-ci furent terminées (en 1966) que l'on procéda à la construction du barrage lui-même.  On utilisa  la technique dite de la télécabine, comme cela fut le cas pour la construction du barrage Grevelingendam. Le barrage de Haringvliet fut terminé en 1970 et fut inauguré le 15 novembre 1971 par la Reine Juliana des Pays-Bas.

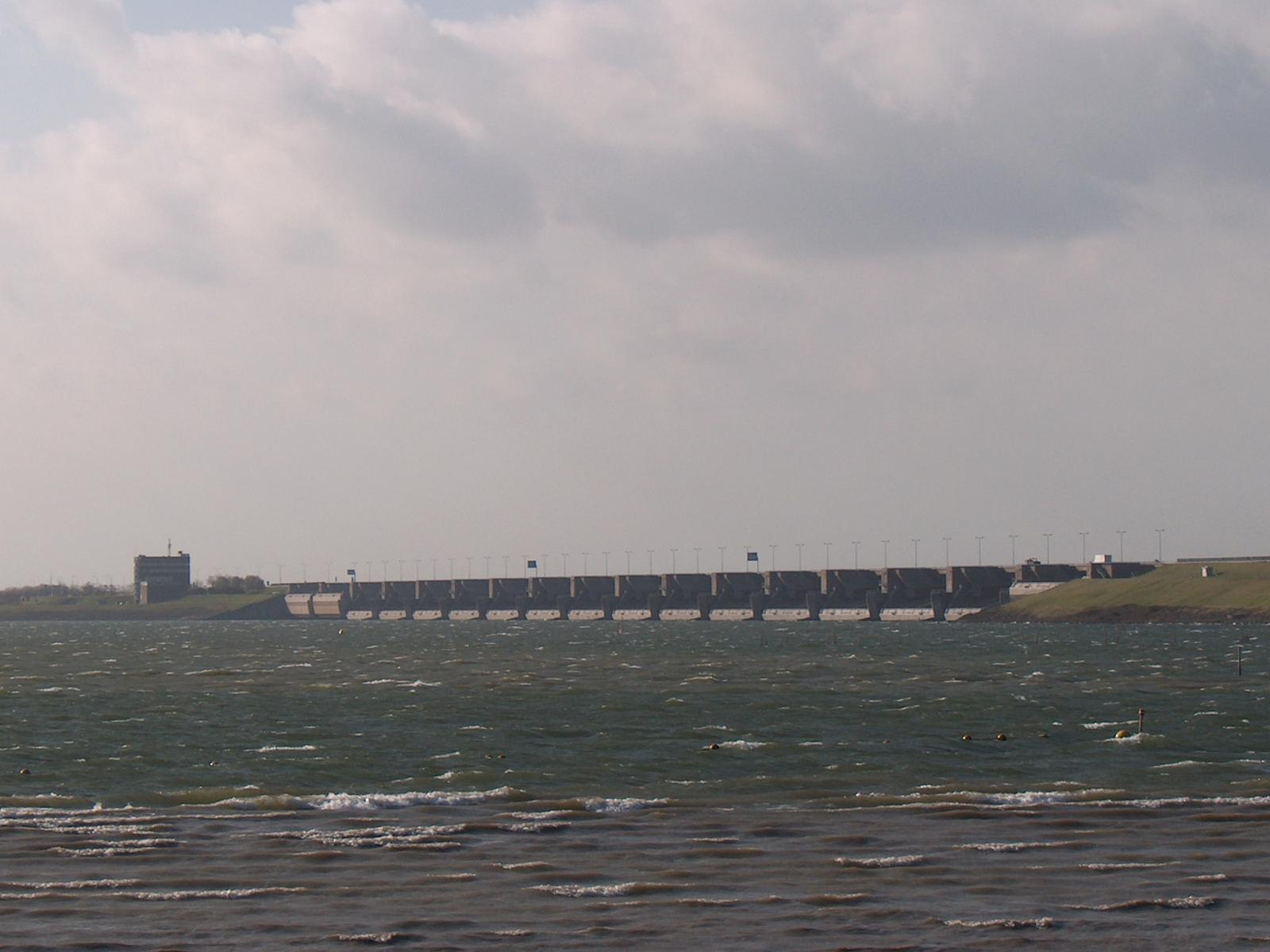
Le barrage de Haringvliet